# Dimitrie Pompeiu
Dimitrie Pompeiu (Broscăuți, 22 de septiembre de 1873 – Bucarest, 8 de octubre de 1954) fue un matemático rumano.

## Biografía
Pompeiu cursó sus estudios secundarios en Dorohoi (Botoșani) antes de ingresar en la Escuela Normal de Institutores en Bucarest, de la cual se graduó en 1893. Entre 1893 y 1898 fue profesor de escuela en Galați y Ploiești. En 1898 consiguió una excedencia, se trasladó a París y prosiguió su formación matemática en la Universidad, obteniendo el doctorado en 1905 bajo la dirección de Henri Poincaré.
Al regresar a su país en 1905, ocupó un puesto de profesor de matemáticas en la Universidad de Iași (actualmente Universidad Alexandru Ioan Cuza). En 1912 fue nombrado catedrático de mecánica en la Universidad de Bucarest como sucesor del difunto Spiru Haret. En 1930 pasó a la cátedra de teoría de funciones.
En 1934 fue escogido miembro de la Academia Rumana de Ciencias.

## Contribuciones
Hizo numerosas contribuciones en los campos del análisis matemático, la teoría de las funciones de variable compleja y la mecánica racional.
En análisis complejo son importantes sus aportaciones sobre las singularidades de las funciones analíticas uniformes, objeto de su propia tesis doctoral (1905) y que inspiraría a Felix Hausdorff a desarrollar la métrica de Hausdorff. También fueron influyentes en estudios posteriores la propiedad y el problema de Pompeiu, introducidos en unos artículos de 1929.
En geometría euclídea, enunció en 1936 el teorema de Pompeiu, sobre una propiedad característica de los triángulos equiláteros.